# عصر سامورایی: نبرد برای ژاپن
عصر سامورایی: نبرد برای ژاپن (انگلیسی: Age of Samurai: Battle for Japan)، یک مجموعه تلویزیونی مستند کانادایی-آمریکایی است که توسط نتفلیکس توزیع و در ۲۴ فوریه ۲۰۲۱ منتشر شد. در ژاپن فئودال از ۱۵۵۱ تا ۱۶۱۶، در مرحله نهایی دوره سنگوکو (عصر کشورهای متخاصم)، عمدتاً دوره آزوچی-مومویاما اتفاق می‌افتد. این شامل بازسازی وقایع تاریخی و تفسیر توسط هنرمند صدابردار هیرو کاناگاوا و مورخان استفان ریچارد ترنبول، دیوید اسپافورد، توموکو کیتاگاوا، آیزاک مایر و دیگران است. داستان در مورد چندین دایمیو (اربابان فئودال) قدرتمند است که برای متحد کردن ژاپن درگیر می‌شوند.

## خلاصه
اودا نوبوناگا پس از مرگ پدرش رهبر خاندان اودا می‌شود، اما این باعث مشکلاتی با اعضای خانواده می‌شود که برای کنترل خاندان با هم رقابت می‌کنند. وقتی نوبوناگا مرکز ژاپن را فتح کرد، با تاکدا شینگن که یک دایمیوی قدرتمندی، وارد جنگ شد. با افزایش جاه‌طلبی‌های نوبوناگا، یکی از ژنرال‌های او، آکچی میتسوهیده در مورد نیات خود تردید می‌کند و به او خیانت می‌کند. پس از آن، تویوتومی هیده‌یوشی فرمانروای واقعی ژاپن می‌شود. با این حال، دایمیو جوان داته ماسامونه حاضر به تسلیم نیست. پس از اینکه هیده‌یوشی ژاپن را متحد کرد، نقشه ای برای گسترش سلطنت خود به چین می‌کشد. به دلیل مسائل لجستیکی پرهزینه و مخالفت شدید، این کمپین در کره گیر می‌کند. در ماه‌های پایانی زندگی هیده‌یوشی، او هیئتی به نام گو-تایرو را تا زمانی که پسر کوچکش تویوتومی هیده‌یوری آنقدر بزرگ شود که قدرت را به دست گیرد، به حکومت منصوب می‌کند. با این حال، دایمیو توکوگاوا ایه‌یاسو وضعیت موجود را به چالش می‌کشد و پیروزمندانه علیه مخالفانش مبارزه می‌کند و تبدیل به شوگون ژاپن می‌شود. او شوگون‌سالاری توکوگاوا را آغاز می‌کند که بیش از ۲۵۰ سال به طول می‌انجامد.

## جوایز
این سریال در سال ۲۰۲۱ سه نامزد جایزه هنرهای تصویری کانادا در نهمین جوایز صفحه نمایش کانادا برای بهترین برنامه یا سریال واقعی، بهترین طراحی تولید/ کارگردانی هنری در یک برنامه یا سریال غیرداستانی (فلوریان شوک) شد. برای قسمت ظهور نوبوناگا و بهترین کارگردانی در یک برنامه یا سریال واقعی (استیون اسکات برای قسمت ظهور نوبوناگا).

## بازیگران
- هیرو کاناگاوا - راوی
- استفان ترنبول - راوی
- دیوید اسپافورد - راوی
- توموکو کیتاگاوا - راوی
- دارن جان اشمور - راوی
- ماسامی کوساکو - تویوتومی هیده‌یوشی
- هایاته ماسائو - توکوگاوا ایه‌یاسو
- ماسایوشی هاندا - اودا نوبوناگا
- هیده‌آکی ایتو - داته ماسامونه
- ویلفرد لی - شیباتا کاتسوایه
- مایکل ورت - در نقش خود
- اومی بیلمان - جوان نبرد تنشو ایگا
- سیجی هینو - ایشیدا میتسوناری
- الینا میاک جکسون - کودای این
- ریوتا کانکو - تاکدا کاتسویوری
- چیکا کیتنی - یودو دونو
- سایمون فلچر لی - توری موتوتادا
- تیموتی مک - ساکوما موریماسا
- کلی سئو - تسوکی‌یاما-دونو
- فرانک ییم - ژنرال اودا